# Finsch diamond mine
Finsch diamond mine — друга за продуктивністю алмазовидобувна копальня в ПАР (2001).

## Історія
Стала до ладу в 1961 р.

## Характеристика
Кімберлітова трубка, що відпрацьовується по поверхневій площі понад 18 га — друга після трубки Прем'єр. На початок XXI ст. на руднику було добуто 78 млн кар. алмазів, 97 млн т руди і 110 млн т пустої породи.
Підземний рудник вважається найпередовішим у технічному відношенні підземним рудником світу. Відомий також висококомфортними умовами праці гірників. Видобута руда доставляється на підземну установку первинного дроблення, яка побудована на рівні дна кар'єру. Після дроблення руда вивозиться автотранспортом по похилому тунелю на поверхню. Збагачувальна фабрика вона працює за тристадійною схемою, що включає отримання концентрату у важких середовищах і його сортування за допомогою рентгено–люмінесцентних сепараторів; остаточне сортування здійснюється в «пальчаткових коробках».
У 1997 р. на поверхні обладнаний центральний контрольний пункт, з якого ведеться моніторинг всіх виробничих процесів в підземних виробках і на збагачувальній фабриці рудника. Впроваджене дистанційне управління найнебезпечнішими операціями — відбійкою руди і її навантаженням у вибої. У 2000 р. запроваджена третя робоча зміна, що дозволило істотно збільшити кількість збагаченої руди. Продовжувалося оновлення обладнання і техніки, в тому числі проведена заміна парку кар'єрних самоскидів на більш потужні і економічні. У 2003 р. копальня переходить на метод блокового обвалення на горизонті 630 м. Рудник буде працювати ще 27 років, до закінчення відробляння Блоку–5, коли він досягне глибини 830 м.

## Технологія розробки
До глибини 423 м родовище відпрацьовувалося кар'єром, на нижчих горизонтах з 1990 р. — шахтою.